# Tercera Avenida–Calle 138 (línea Pelham)
La Tercera Avenida–Calle 138 es una estación en la línea Pelham del Metro de la Ciudad de Nueva York, localizada en la intersección de la Tercera Avenida y la Calle 138 Este en el Bronx.
La estación tiene dos plataformas centrales y tres vías, la vía central para los trenes en horas pico y servicios expresos. Los mosaicos de la estación tienen al número "3". Una salida de cruces vía el mezanine, y un cruce peatonal aéreo están localizados en el centro de las plataformas. En el extremo norte de la estación cuenta con un cielo raso muy alto y una torre alta en el extremo ssur.

## Conexiones de autobuses
- Bx1
- Bx2
- Bx15
- Bx21
- Bx32
- Bx33